# Halicyclops crassicornis
Halicyclops crassicornis – gatunek widłonoga z rodziny Halicyclopidae. Nazwa naukowa tych skorupiaków została opublikowana w 1955 roku przez biologa Hansa-Volkmara Herbsta.